# 黄麻竹
黄麻竹（学名：Dendrocalamopsis stenoaurita）为禾本科绿竹属下的一个种。

## 扩展阅读
- 維基物種上的相關：黄麻竹